# Kreis Coppet
| Kreis Coppet           | Kreis Coppet        |
| Basisdaten             | Basisdaten          |
| ---------------------- | ------------------- |
| Staat:                 | Schweiz             |
| Kanton:                | Waadt (VD)          |
| Bezirk:                | Nyon                |
| Hauptort:              | Coppet              |
| Fläche:                | 32,23 km²           |
| Einwohner:             | 20'021 (31.12.2023) |
| Bevölkerungsdichte:    | 621 Einw. pro km²   |
| Aufgehoben am:         | 31. Dezember 2006   |
| Karte                  |                     |
| Karte von Kreis Coppet |                     |

Der Kreis Coppet (französisch Cercle de Coppet) war bis zum 31. August 2006 eine Verwaltungseinheit des Bezirks Nyon im Kanton Waadt in der Schweiz. Sitz des Kreisamtes war Coppet.
Der Kreis umfasste zehn Gemeinden und war 32,23 km² gross. Die Gemeinden des ehemaligen Kreises zählten Ende 2023 20'021 Einwohner.
| Wappen             | Name der Gemeinde  | Einwohner (31. Dezember 2023) | Fläche in km² | Einw. pro km² |
| ------------------ | ------------------ | ----------------------------- | ------------- | ------------- |
| Arnex-sur-Nyon     | Arnex-sur-Nyon     | 244                           | 2,04          | 120           |
| Bogis-Bossey       | Bogis-Bossey       | 984                           | 2,45          | 402           |
| Chavannes-de-Bogis | Chavannes-de-Bogis | 1'400                         | 2,86          | 490           |
| Chavannes-des-Bois | Chavannes-des-Bois | 1'018                         | 2,12          | 480           |
| Commugny           | Commugny           | 2'990                         | 6,53          | 458           |
| Coppet             | Coppet             | 3'207                         | 1,87          | 1304          |
| Crans (VD)         | Crans (VD)         | 2'439                         | 4,31          | 566           |
| Founex             | Founex             | 3'805                         | 4,79          | 794           |
| Mies               | Mies               | 2'200                         | 3,46          | 636           |
| Tannay             | Tannay             | 1'734                         | 1,80          | 963           |
| Total (10)         | Total (10)         | 20'021                        | 32,23         | 621           |